# Liuleakovo, Kărdjali
Liuleakovo (în bulgară Люляково) este un sat în comuna Kărdjali, regiunea Kărdjali,  Bulgaria. 

## Demografie
Componența etnică a satului Liuleakovo
     Turci (98,68%)
     Nicio identificare (1,31%)
     Altele (0%)
La recensământul din 2011, populația satului Liuleakovo era de 305 locuitori. Din punct de vedere etnic, majoritatea locuitorilor (98,68%) erau turci. Pentru 1,31% din locuitori nu este cunoscută apartenența etnică.